# Papia (lessicografo)
Papìa (fl. 1040-1060 circa) è stato un lessicografo italiano, autore di un lessico in lingua latina.

## Il primo lessicografo moderno
Sotto questo nome, adattamento del gr. bizantino παπίας o παππίας che significa "precettore", si indica l'autore di un vocabolario latino del secolo XI. Per quanto si sappia poco della sua vita, viene spesso indicato come Papia il Lombardo. L'Oxford History of English Lexicography lo indica come il primo lessicografo moderno per il suo dizionario monolingue di lingua latina, Elementarium doctrinae rudimentum ("Primo ammaestramento elementare di dottrina"). Alberico delle Tre Fontane nel Chronicon data la compilazione dell'Elementarium agli anni attorno al 1053, deducendo tale datazione dalla voce "Aetas" nella quale Papia ha elencato la successione dei re tedeschi con l'indicazione degli anni di regno.
Il Rudimentum dovrebbe risalire al 1053, anche se alcuni lo collocano prima del 1043 e viene indicato come "il primo dizionario propriamente inteso". Rappresenta una pietra miliare nello sviluppo del dizionario come opera distinta dalle glosse e dai commentari, pur derivando dal Liber glossarum, un repertorio delle locuzioni latine usate dagli autori classici. Papia accoglie nel suo vocabolario un gran numero di fonti cristiane e pagane, e soprattutto Isidoro e Prisciano.
Papia ordina i lemmi in ordine alfabetico, basandosi sulle prime tre lettere di ciascuna parola, ed è il primo lessicografo ad indicare i nomi degli autori dei testi che usa come fonti.